# Wilhelm Holzwarth
Jakob Wilhelm Holzwarth (* 15. September 1875 in Scheinfeld; † 30. November 1941 in Frankfurt am Main) war ein deutscher Landwirt und Politiker (Völkischer Block/NSDAP). Er war unter anderem von 1924 bis 1928 Abgeordneter im Bayerischen Landtag.

## Leben und Wirken
Holzwarth war ein Sohn des Anton Holzwarth und seiner Ehefrau Barbara, geb. Bauer. Holzwarth besuchte die Realschule und absolvierte eine Brauerlehre. Später war er Landwirt, Lagerhausbesitzer sowie Gastwirt in Scheinfeld. Er trat 1893 in den Alldeutschen Verband ein und war vor dem Ersten Weltkrieg im Bund der Landwirte aktiv. Nach Kriegsende gehörte er zur völkisch-nationalistischen Rechten.
Holzwarth war nach Angaben von Rudolf von Sebottendorf Mitglied der Thule-Gesellschaft. 1920 trat Holzwarth der NSDAP (Mitgliedsnummer 3.229) bei. 1921 gründete er die NSDAP-Ortsgruppe in Scheinfeld, bei der es sich um die älteste Ortsgruppe der Partei in Franken handeln soll. Als Ortsgruppenleiter von Scheinfeld ließ Holzwarth im September 1923 vor dem Hitlerputsch ein geheimes Waffenlager ausheben, wodurch die dortigen Nationalsozialisten in den Besitz einer erheblichen Menge an Waffen kamen.
Am 30. April besuchte Holzwarth den in Landsberg inhaftierten Adolf Hitler. Bei der Landtagswahl in Bayern 1924 wurde Holzwarth als Kandidat für den Völkischen Block (DVB) gewählt. Der DVB war als Auffangbecken der nach dem gescheiterten Hitlerputsch verbotenen NSDAP gegründet worden; das Bezirksamt Scheinfeld zählte zu den Hochburgen der Partei.
Anlässlich der Neugründung der NSDAP trat Holzwarth der Partei erneut zum 1. März 1925 bei (Mitgliedsnummer 20). Im Bayerischen Landtag wechselte er im September 1925 zur neugebildeten NSDAP-Fraktion. Holzwarth, Georg Zipfel und Emil Löw zählten laut Robert Probst zu einer Gruppe von NS-Abgeordneten, denen das „demagogisch-agitatorische Talent“ fehlte und die „durch ihre unbeholfenen Ausführungen den Landtag [oft] zu Lachsalven“ animierten.
Bei der Landtagswahl im Mai 1928 erhielt Holzwarth einen aussichtslosen Listenplatz auf der Wahlliste der NSDAP, so dass er trotz eines persönlich guten Abschneidens sein Mandat verlor. Über den Verlust seines Mandates beschwerte er sich in zahlreiche Schreiben an die Reichsleitung und an den Fraktionsführer der Nationalsozialisten im Landtag Rudolf Buttmann. Rainer Hambrecht charakterisiert Holzwarth als eine „auf Unabhängigkeit angelegte Persönlichkeit“, die ihm „keine kritiklose Unterwerfung unter Hitler und Streicher“ gestattete. Hambrecht führt den Mandatsverlust Holzwarths vor allem auf den bis ins Jahr 1924 zurückreichenden Streit zwischen ihm und Streicher zurück, der 1928 nur äußerlich beigelegt war.
Im August 1928 trat Holzwarth von der NSDAP zum Landbund über. Zudem wurde er Mitglied des unter der Schirmherrschaft von Erich Ludendorff stehenden Tannenbergbundes. Seiner ehemaligen Partei hielt er vor, sie sei sozialistisch ausgerichtet und zeige kein Interesse an der Landwirtschaft. Das von ihm 1928 gegründete Uffenheimer Tageblatt nutzte er als Herausgeber zwischen 1928 und 1932 zu heftigen Angriffen gegen und Enthüllungen über die NSDAP, beispielsweise über die Homosexualität Ernst Röhms und Edmund Heines’. Ende Oktober 1932 wurde die Schnellpresse und die Druckerei der Zeitung durch die Explosion einer alten Kriegsgranate völlig zerstört. Die Täter konnten nie ermittelt werden, gleichwohl es „äußerst wahrscheinlich“ ist, dass der Anschlag von der Uffenheimer SA verübt wurde. Holzwarth gab an, vor dem Anschlag mehrere Drohbriefe von Nationalsozialisten erhalten zu haben. Das Oberste Parteigericht der NSDAP nannte Holzwarth im November 1937 den „größten Lump, der sich je in die Bewegung eingeschlichen hat“.
Holzwarth musste Bayern verlassen und siedelte nach Windecken bei Hanau über. Er starb 1941 in Frankfurt am Main.

## Familie
Holzwarth heiratete am 4. November 1913 in Unterhausen Katharina Christner (* 22. November 1883). Aus der Ehe gingen 6 Kinder, darunter der Sohn Wilhelm Holzwarth hervor. 
Davor war J. W. Holzwarth nacheinander mit 3 Schwestern Valenta aus Böhmen verheiratet die alle jung starben, teils kinderlos.